# 御林铁卫
御林铁卫（英語：Kingsguard），女王在位时则称女王铁卫（英語：Queensguard），是乔治·R·R·马丁的严肃奇幻《冰与火之歌》中维斯特洛大陆的王室卫队。

## 历史
征服者伊耿登陆的第十年，他与维桑尼亚在君临遭遇行刺，此后维桑尼亚说服伊耿创建了御林铁卫的组织，维桑尼亚根据守夜人军团的誓言制定了御林铁卫的原则。
御林铁卫的成员被富于诗意的称为“白骑士”或“白袍”。历史上，御林铁卫由七名骑士组成，他们宣誓终生效命，直至死亡；即便年老，身体残废或精神崩溃都要继续效劳。御林铁卫不封地，不娶妻，不生子，只对他们的君主效忠。根据律法与习俗，王族遭到指控时，如果他们要求进行比武审判洗刷罪名，为他们而战的代理骑士只能是七铁卫之一。一些最伟大的武士，战斗指挥官，剑士以及维斯特洛的历史名人都曾效力于御林铁卫，甚至其中还包括坦格利安家族的成员。
卫队的骑士身着白色斗篷，手持无花纹的白色盾牌，只有少数例外者在他们的盾牌上附着很少的装饰或纹章。这种朴素而显著的着装表示：信用对于他们的角色来说是只看不听，除非被要求提出建议。御林铁卫私下了解王室私人生活的所有秘密，所有计划和每一个观点，所以慎重和智慧不仅是重要的军事技能，也是国王和王后不论什么时候都期盼他们达到的品质。
自伊耿征服之后，御林铁卫一直存在。不间断的历史被记录在“白典”当中，这是一本极为庞大的书，由御林铁卫的头目，也就是铁卫队长负责。书被收藏在白剑塔的圆形房间内，那是一栋四层的建筑，位于君临的红堡内。“白典”的正式名称是“白骑士之书”，御林铁卫的每位成员都在书中留有一页，记载个人历史和所作所为。因是王室卫队，许多卓越的人物曾是铁卫成员，因此御林铁卫曾卷入维斯特洛许多主要历史事件之中。
篡夺者战争之后，新王劳勃·拜拉席恩选择维持传统，保留御林铁卫。他任命伊里斯二世的铁卫巴利斯坦·赛尔弥担任铁卫队长。巴利斯坦一直担任该职，直到劳勃的继承人乔佛里史无前例的将其解职。巴利斯坦被解职后，伊里斯二世御林铁卫中的最后一个在世的成员，乔佛里的舅舅“弑君者”詹姆·兰尼斯特，被任命为御林铁卫队长。

## 铁卫队长
- 科里斯·瓦列利安爵士，第一位御林铁卫队长
- 安迪森·希山爵士，尽管是个私生子，后来还是被提拔为御林铁卫的队长。
- 莱安·雷德温爵士，杰赫里斯一世及韦赛里斯一世时期的御林铁卫队长。是维斯特洛有史以来最好的骑士之一，却也是最差的御前首相。
- 哈罗德·维斯特林爵士，韦赛里斯一世时期的御林铁卫队长。
- 克里斯顿·科尔爵士，后成为御林铁卫队长，人称“拥王者”。他违背了先王韦赛里斯一世的意愿，决定为伊耿二世加冕，最终导致了坦格利安王朝的内战，该内战被称为血龙狂舞。
- 伊蒙王子，被称为“龙骑士”，后成为御林铁卫队长。为保护他的兄长伊耿四世，死于托因家族一对兄弟的刺杀。
- “高个”邓肯爵士，伊耿五世幼年时期的同伴，后成为伊耿五世的御林铁卫队长。
- 杰洛·海塔尔爵士，外号“白牛”。杰赫里斯二世及伊里斯二世时期的御林铁卫队长。
- 巴利斯坦·赛尔弥爵士，外号“无畏的”，劳勃·拜拉席恩国王的铁卫队长。
- 詹姆·兰尼斯特爵士，乔佛里·拜拉席恩和托曼·拜拉席恩国王的铁卫队长。
- “红”劳勃·佛花爵士，尽管是个私生子，还是被提拔为御林铁卫的队长。
- 戴瑞城的戴莫。
- 埃林·克林顿爵士，外号“苍白狮鹫”，后成为御林铁卫队长。

## 成员

### 难以确定时间的成员
- “镜盾”萨文爵士，曾以镜子制成的盾迷惑并杀死了巨龙乌拉克斯，也曾击败巨人救出戴丽莎公主。
- “雄心”，绰号，真名暂不得而知。
- “灰袍”盖尔斯爵士，白典的记载中是个叛徒。
- “大方的”奥利瓦爵士，白典的记载中是个懦夫。
- “老不死”汤姆·科托因爵士，是一名服务了60年的御林铁卫骑士。
- 迈克尔·梅泰林爵士，外号“白色猫头鹰”。
- 乔佛里·诺科斯爵士，外号“永不投降的”。
- 罗兰德·达克林爵士，詹姆·兰尼斯特之前最年轻的御林铁卫，在战场上赢得白袍，一小时之后为保护国王而死。
- 克莱伦斯·克莱勃爵士，以传说中“蟹爪半岛的克莱伦斯·克莱勃”的名字取名，有六英尺高，但还是比“真正的克莱伦斯·克莱勃”要矮，后者据说超过七英尺。
- 卢伯特·克莱勃爵士

### 伊耿一世统治时期
- 科里斯·瓦列利安爵士，第一位御林铁卫队长
- 理查德·鲁特爵士
- 安迪森·希山爵士，玉米城的私生子，后被提拔为御林铁卫的队长。
- 格雷果·古德爵士，格里菲斯·古德的兄弟
- 格里菲斯·古德爵士，格雷果·古德的兄弟
- “戏子”亨佛利爵士，原本是雇佣骑士
- 罗宾·达克林爵士，绰号“黑罗宾”

### 伊尼斯一世统治时期
- 雷蒙特·拜拉席恩爵士

### 杰赫里斯一世统治时期
- 莱安·雷德温爵士，铁卫队长。
- 克莱蒙特·克莱勃爵士
- 卢卡默·斯壮爵士。他秘密的娶了三个妻子并生下十六个儿女，真相大白后他被称为“好色之徒”卢卡默。因为这原因，他被阉割，杰赫里斯一世命令御林铁卫的其他成员把他送到绝境长城。

### 韦赛里斯一世统治时期
- 莱安·雷德温爵士，铁卫队长。
- 哈罗德·维斯特林爵士，铁卫队长。
- 克里斯顿·科尔爵士，铁卫队长。
- 伊利克·卡盖尔爵士。
- 亚历克·卡盖尔爵士。
- 瑞卡德·索恩爵士，韦赛里斯一世去世时身处君临。
- 史蒂芬·达克林爵士，韦赛里斯一世去世时身处君临。
- 洛伦特·马尔布兰爵士，韦赛里斯一世去世时与雷妮拉公主留在龙石岛。
- 维里斯·费尔爵士，韦赛里斯一世去世时身处君临。

### 效忠伊耿二世绿党一方的御林铁卫
- 克里斯顿·科尔爵士，铁卫队长。
- 亚历克·卡盖尔爵士，在血龙狂舞中死于他的孪生兄弟伊利克剑下。
- 瑞卡德·索恩爵士。
- 维里斯·费尔爵士。
- 马斯通·维水爵士。
- 盖尔斯·贝尔格拉夫爵士

### 效忠雷妮拉黑党一方的女王铁卫
- 史蒂芬·达克林爵士，铁卫队长。
- 洛伦特·马尔布兰爵士，铁卫队长。
- 格伦顿·古德爵士，铁卫队长。
- 伊利克·卡盖尔爵士，在血龙狂舞中死于他的孪生兄弟亚历克剑下。
- 莱昂诺·本特利爵士
- 哈罗德·达克爵士
- 阿德里安·雷德佛爵士
- 洛里斯·兰斯戴尔爵士

### 伊耿三世统治时期
- 马斯通·维水爵士
- 墨文·佛花爵士
- 乔佛里·斯汤顿爵士
- 伊蒙王子，伊耿三世的侄子，人称“龙骑士”

### 戴伦一世统治时期
- 奥利法·奥克赫特爵士，外号“绿橡树”，多恩征服战争时期战死在国王身旁。
- 伊蒙王子，戴伦一世的堂兄，人称“龙骑士”，在骨道之战中为保护戴伦一世受伤被俘。

### 贝勒一世统治时期
- 伊蒙王子，贝勒一世的堂兄。

### 韦赛里斯二世统治时期
- 伊蒙王子，韦赛里斯二世的次子。

### 伊耿四世统治时期
- 伊蒙王子，铁卫队长，伊耿四世的弟弟，为保护国王死于特伦斯·托因两个哥哥的刺杀。
- 特伦斯·托因爵士。因与伊耿四世的情妇有染而被处死。他的两个哥哥为替他报仇而刺杀伊耿四世。

### 戴伦二世统治时期
- 加尔温·科布瑞爵士。黑火叛乱中，以瓦雷利亚钢剑“空寂女士”与戴蒙·黑火在红草原之战中激斗近一个小时，最终被击败。
- 暮谷城的唐纳爵士，代表“明焰”伊利昂参与了七子审判，杀死了亨佛利·毕斯柏里。
- 威廉·威尔德爵士，代表“明焰”伊利昂参与了七子审判，受伤后被抬出赛场。
- 罗兰德·克雷赫爵士，代表“明焰”伊利昂参与了七子审判。

### 伊里斯一世统治时期
- 罗兰德·克雷赫爵士，与另两名御林铁卫随着布林登·河文镇压第二次黑火叛乱。

### 伊耿五世统治时期
- “高个”邓肯爵士，铁卫队长，死于盛夏厅的悲剧。

### 杰赫里斯二世统治时期
- 杰洛·海塔尔爵士，铁卫队长，外号“白牛”。
- 亚瑟·戴恩爵士，外号“拂晓神剑”。
- 巴利斯坦·赛尔弥爵士，外号“无畏的”。

### 伊里斯二世统治时期
- 杰洛·海塔尔爵士，铁卫队长，战死于极乐塔。
- 亚瑟·戴恩爵士，战死于极乐塔。
- 勒文·马泰尔亲王，多恩道朗亲王的舅舅，三叉戟河之战中被林恩·科布瑞所杀。
- 巴利斯坦·赛尔弥爵士，外号“无畏的”。
- 奥斯威尔·河安爵士，以黑色幽默而闻名，战死于极乐塔。
- 加尔温·戈特爵士，暮谷城反叛时遇害。
- 哈兰·格兰德森爵士。篡夺者战争之前在熟睡中去世，接替他的是詹姆·兰尼斯特爵士。
- 詹姆·兰尼斯特爵士
- 琼恩·戴瑞爵士，三叉戟河之战中战死。

### 劳勃·拜拉席恩统治时期
篡夺者战争之后，需要填补御林铁卫的空额不只是一个，而是五名，劳勃国王对此事感到棘手。劳勃的妻子，瑟曦·兰尼斯特王后公然做出某种政治约定，一口气提拔了五人，被许多人看作御林铁卫历史上最糟糕的时刻。另外，因为詹姆·兰尼斯特背叛了伊里斯二世，除了兰尼斯特的核心集团，许多人都瞧不起他。
- 巴利斯坦·赛尔弥爵士，铁卫队长，曾是伊里斯二世的铁卫。篡夺者战争之后被劳勃国王赦免，并被提升为铁卫队长。很多人认为，在劳勃的御林铁卫中，巴利斯坦爵士是唯一的“真钢”。
- 詹姆·兰尼斯特爵士，外号“弑君者”。曾为伊里斯二世效力，后来却杀了他。篡夺者战争之后，继续保有铁卫的位置，为劳勃国王效忠。
- 亚历斯·奥克赫特爵士
- 柏洛斯·布劳恩爵士
- 曼登·穆尔爵士
- 马林·特兰爵士
- 普列斯顿·格林菲尔爵士

### 乔佛里·拜拉席恩统治时期
劳勃国王死后，御林铁卫进入到一个更具争议的时期。劳勃的继承人乔佛里国王，解除了巴利斯坦爵士的铁卫队长职务，这是御林铁卫历史上从未出现过的事情。这一时期，未曾涂抹圣油的兰尼斯特家族家臣，桑铎·克里冈加入了御林铁卫，他是一个粗暴的人。对兰尼斯特家族忠诚的人和提利尔家族的洛拉斯·提利尔也被允许加入，提利尔家族是五王之战当中兰尼斯特家族的盟友。洛拉斯的加入可以看作一项政治约定，确保兰尼斯特家族加强权力。
- 巴利斯坦·赛尔弥，铁卫队长。劳勃死后，史无前例的被乔佛里国王解职。
- 詹姆·兰尼斯特，铁卫队长。
- 桑铎·克里冈，乔佛里将巴利斯坦·赛尔弥解职后，被提拔为御林铁卫，在之后的黑水河之战时期脱离了御林铁卫。乔佛里国王将桑铎提拔为白袍颇有争议，因为他并不是一个涂抹圣油的骑士。
- 亚历斯·奥克赫特爵士，被派去多恩担任弥塞菈公主的私人护卫。
- 马林·特兰爵士，一位年老但出色的战士，曾参与黑水河之战。他忠于瑟曦。
- 普列斯顿·格林菲尔爵士，被君临的暴民杀死。
- 曼登·穆尔爵士，黑水河之战当中，因试图谋害提利昂，被提利昂的侍从波德瑞克·派恩所杀。
- 柏洛斯·布劳恩爵士，因为把他的保护对象托曼王子交给托曼的舅舅提利昂·兰尼斯特而被除名。桑铎·克里冈脱离御林铁卫之后，布劳恩被泰温·兰尼斯特恢复职务。布劳恩被许多人认为肥胖且懦弱。
- 巴隆·史文爵士，在君临暴乱后取代被杀的普列斯顿·格林菲尔爵士。
- 奥斯蒙·凯特布莱克爵士，原本是个佣兵。在柏洛斯·布劳恩的白袍被剥夺后，瑟曦·兰尼斯特把他提拔为御林铁卫。奥斯蒙爵士和他的两个兄弟表面是瑟曦·兰尼斯特的效忠剑士，但实际上他们是培提尔·贝里席的密探。
- 洛拉斯·提利尔爵士，外号“百花骑士”，原是蓝礼·拜拉席恩彩虹护卫的队长。

### 托曼·拜拉席恩统治时期
- 詹姆·兰尼斯特，铁卫队长
- 柏洛斯·布劳恩爵士
- 马林·特兰爵士
- 奥斯蒙·凯特布莱克爵士
- 巴隆·史文爵士
- 洛拉斯·提利尔爵士
- 亚历斯·奥克赫特爵士，在多恩因为一次失败的政变，被阿利欧·何塔所杀。
- 劳勃·斯壮爵士，亚历斯·奥克赫特死后被任命为白袍，被怀疑是格雷果·克里冈的无头身躯。

### 丹妮莉丝的女王铁卫
卓戈死后，丹妮莉丝·坦格利安组建了了自己的女王铁卫。由于东部大陆的维斯特洛骑士十分稀有，女王铁卫的成员们并不强求是正式的骑士，目前半数以上的成员是源自多斯拉克习俗的“寇”和血盟卫。现任队长是巴利斯坦·赛尔弥。
- 巴利斯坦·赛尔弥爵士，队长
- 乔拉·莫尔蒙爵士，原铁卫队长（后被免职）
- 阿戈，丹妮莉丝的“寇”和血盟卫
- 乔戈，丹妮莉丝的“寇”和血盟卫
- 拉卡洛，丹妮莉丝的“寇”和血盟卫
- 壮汉贝沃斯

在卓戈卡奥死后，丹妮莉丝宣布自己是女王，剩余的跟随者都是自己的“卡拉萨”，她也组建了女王铁卫。乔拉·莫尔蒙发誓为她效力和保护她，女王铁卫就此诞生。卓戈的三名骑手与丹妮留在一起，在他们亲眼见证了丹妮的三只龙韦赛利昂，雷哥，卓耿的诞生后，他们成为丹妮的“寇”和血盟卫。作为许下誓言的保护者, 他们也成为女王铁卫的成员。
在丹妮莉丝·坦格利安对抗奴隶商人的战役之前，巴利斯坦·赛尔弥伪装身份，成为丹妮的扈从。巴利斯坦的身份被揭示后，因为长期效力于篡夺者劳勃，几乎被丹妮驱逐。但是丹妮派他与乔拉·莫尔蒙去执行一项自杀式的任务（因为乔拉·莫尔蒙爵士也曾背叛丹妮莉丝，向君临通报消息）。在他们的任务成功后，巴利斯坦将自己的命运呈交丹妮莉丝裁决，以示自己的忠诚。丹妮莉丝重新接纳了巴利斯坦·赛尔弥，并任命巴利斯坦担任女王铁卫的队长。而没能被丹妮莉丝原谅的乔拉·莫尔蒙被从女王铁卫当中除名和放逐。

### 伊耿的御林铁卫
- 罗利·达克菲爵士，伊耿·坦格利安与黄金团在维斯特洛登陆后，他任命自己的好友罗利·达克菲为自己御林铁卫的第一名成员。

## 彩虹护卫
五王之战时期，蓝礼·拜拉席恩在其兄劳勃国王死后宣布自己是七大王国的国王。为了显示自己的重要地位，蓝礼创建了彩虹护卫。这是御林铁卫一个奇异的变化形式，七名成员每人各着彩虹的一色。
成员：
- 洛拉斯·提利尔爵士，护卫队长
- 塔斯的布蕾妮，蓝衣卫
- 布莱斯·卡伦爵士，橙衣卫
- 埃蒙·库伊爵士，黄衣卫
- 古德·莫里根爵士，绿衣卫
- 帕门·克连恩爵士，紫衣卫
- 罗拔·罗伊斯爵士，红衣卫

随着蓝礼的死亡，彩虹护卫土崩瓦解。布蕾妮亲眼见到蓝礼死在面前，又被指责是行凶的凶手，所以不得不逃走。洛拉斯因为悲伤而陷入疯狂，他指责罗拔·罗伊斯和埃蒙·库伊让凶手逃走而杀了他们。古德·莫里根，帕门·克连恩和布莱斯·卡伦爵士加入了史坦尼斯·拜拉席恩的军队。古德和布莱斯死于君临攻城战，帕门被关押在高庭。提利尔家族加入兰尼斯特家族一方，与史坦尼斯·拜拉席恩开战时，洛拉斯在提利尔家族的旗帜下作战。之后，作为提利尔家族和兰尼斯特家族联姻协议的一部分，他加入了御林铁卫。